# Мухрановська сільська рада
Мухра́новська сільська рада (рос. Мухрановский сельский совет) — сільське поселення у складі Ілецького району Оренбурзької області Росії.
Адміністративний центр та єдиний населений пункт — село Мухраново.

## Населення
Населення — 660 осіб (2019; 770 в 2010, 997 у 2002).